# Antonia Stautz
Antonia Stautz (Gifhorn, 15 de diciembre de 1993) es una jugadora de voleibol y voleibol de playa alemana.

## Carrera

### Carrera en voleibol de salón
Stautz comenzó su carrera en el salón de la USC Braunschweig y estuvo aquí en 2006 por primera vez en la plantilla del equipo de segunda división. Tras el descenso de la 2. Bundesliga, permaneció en el club hasta que se cambió al SC Langenhagen en 2010 y pasó otra temporada allí en la 2. Bundesliga jugada.
En 2011, el atacante exterior pasó al Schwarz-Weiss Erfurt de segunda división. En 2016 logró ascender a la primera Bundesliga con el club. En la temporada 2016/17, Erfurt fue eliminado en los octavos de final de la Copa DVV y se quedó fuera de la Deutsche Volleyball-Bundesliga.
Stautz fue luego comprometida por sus rivales de liga SC Potsdam. En la temporada 2017/18, el equipo terminó séptimo después de la ronda principal y fue eliminado en los cuartos de final de los play-offs. En 2018/19 Stautz alcanzó las semifinales de los play-offs con el SC Potsdam. En la temporada 2019/20, Stautz asumió la capitanía y llevó a su equipo al tercer lugar en la ronda principal antes de que se cancelara la temporada debido a la pandemia de corona. En 2020-21, Stautz llegó a la final de copa con SC Potsdam y nuevamente llegó a las semifinales de los play-offs. En el verano de 2021, decidió volver a Schwarz-Weiß Erfurt, donde firmó un contrato de un año.

### Carrera en voleibol de playa

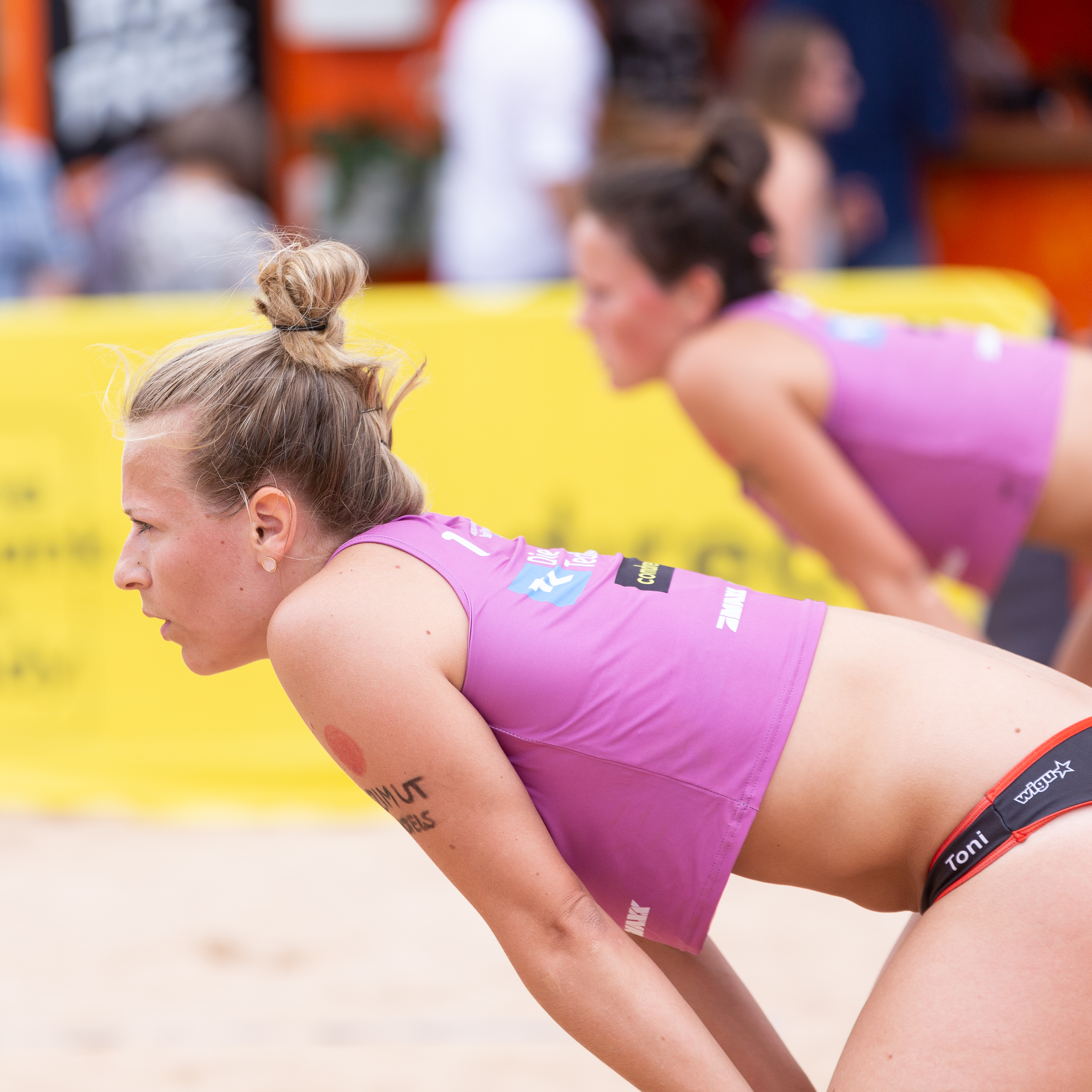
Stautz (en primer plano) con Constanze Bieneck en Núremberg en 2019.

Como jugadora de voleibol de playa, Stautz completó varios torneos juveniles de 2008 a 2011, que incluyeron equipos con Carina Aulenbrock y Lisa Gründing. En los años siguientes disputó torneos de la serie alemana cambiando de pareja. Desde 2016 formó dúo con Constanze Bieneck. En el verano de 2017, Stautz no jugó debido a una lesión. En 2018, el dúo ocupó el puesto 19 en el ranking alemán. En la temporada 2019, Bieneck/Stautz jugaron en el Techniker Beach Tour y terminaron en el puesto 16 de la clasificación alemana. Esto las clasificó para el Campeonato Alemán en Timmendorfer Strand, donde terminaron novenas. Con Leonie Welsch, Stautz se clasificó para el campeonato alemán a través del Comdirect Beach Tour 2020, donde terminó en el puesto 13. En el German Beach Tour (anteriormente Techniker Beach Tour) de 2021 jugó con Bieneck, Charlotta Werschek y Julika Hoffmann, pero no logró clasificarse para el Campeonato Alemán.